# Slow Jamz
«Slow Jamz» — пісня американського репера Twista за участю Джеймі Фокса та Каньє Веста, випущений 10 листопада 2003 року на лейблах Atlantic і Roc-A-Fella Records як головний сингл із четвертого студійного альбому Twista Kamikaze (2004) і другий сингл із дебютного студійного альбому Каньє Веста The College Dropout (2004).

## Про пісню
«Slow Jamz» — це пісня в жанрі поп-реп, R&B, хіп-хоп і соул, яка віддає належне попереднім R&B-постановкам старої школи. У пісні використаний семпл із кавер-версії Лютера Вендросса 1981 року на баладу Діонни Ворвік 1964 року «A House Is Not a Home», і був додатково прискорений. Лірика описує роль коханців, які є «вищими у своїх засобах спокушання» та згадує минулих виконавців повільного джему, таких як Марвін Гей, Лютер Вендросс і Аніта Бейкер, а також R&B-групи 1980-х через гру слів. У пісні використовується «шовковисто-гладкий» акомпанемент струнних, на додаток до «блискавичного» репу Twista. Було випущено дві версії пісні; версія, включена до The College Dropout, містила два куплети Джеймі Фокса.

## Комерційний успіх
«Slow Jamz» посіла перше місце в чарті Billboard Hot 100, що стало першою піснею номер один для Twista, Каньє Веста і Джеймі Фокса. Пісня також посіла третє місце в британському чарті синглів і 47 місце в чарті країни на кінець 2004 року. Пісня отримала золотий сертифікат від British Phonographic Industry (BPI). «Slow Jamz» був номінований на 47-у щорічну церемонію вручення премії «Греммі» у 2005 році як «Кращий реп/спів» і був номінований як «Краща співпраця» на 4-й церемонії BET Awards у 2004 році. 

## Музичне відео
Музичне відео на пісню показує вечірку: спочатку Джеймі Фокс купує музтчні записи для вечірки, потім він йде на вечірку, де є Каньє Вест і Твіста. Відеокліп також включає епізодичні ролі Consequence, Айші Тайлер, Джона Ледженда, Майка Еппса та Коммона. Під час зйомок відео Twista заявив, що Фокс «підтримував все це в живому стані». Друга версія була знята в Саут-Сайді, Чикаго, але не була випущена.

## Список композицій

### CD-сингл[19]
1. «Slow Jamz» (Edited) (3:34)
2. «Slow Jamz» (Instrumental) (3:33)
3. «I Know» (Non Album Bonus Track) (4:10)

### LP
Сторона A
1. «Slow Jamz» (Explicit) (4:06)
2. «Slow Jamz» (Edited) (3:34)
3. «Slow Jamz» (Instrumental) (3:33)

Сторона B
1. «Badunkadunk» (Explicit) (4:16)
2. «Badunkadunk» (Edited) (4:16)
3. «Badunkadunk» (Instrumental) (4:15)

## Чарти
| Чарт (2004)                               | Найвища позиція |
| ----------------------------------------- | --------------- |
| Австралія (ARIA)                          | 26              |
| Австралія (ARIA) Urban Singles            | 9               |
| Бельгія (Ultratip Flanders)               | 4               |
| Europe (Eurochart Hot 100)                | 6               |
| Німеччина (Media Control AG)              | 58              |
| Ірландія (IRMA)                           | 30              |
| Нідерланди (Dutch Top 40)                 | 14              |
| Нідерланди (Mega Single Top 100)          | 15              |
| Нова Зеландія (RIANZ)                     | 9               |
| Велика Британія (Official Charts Company) | 3               |
| Велика Британія (UK R&B Chart)            | 2               |
| США (Billboard Hot 100)                   | 1               |
| США (Hot R&B/Hip-Hop Songs) (Billboard)   | 1               |
| США (Rap Songs) (Billboard)               | 1               |
| США (Mainstream Top 40) (Billboard)       | 11              |
| США (Rhythmic) (Billboard)                | 1               |